# 2023년 10월 죽음
다음은 2023년 10월에 사망한 저명한 인물 목록이다.
- 10월 1일
  - 대한민국의 교수 김명기
  - 미국의 야구 선수 팀 웨이크필드

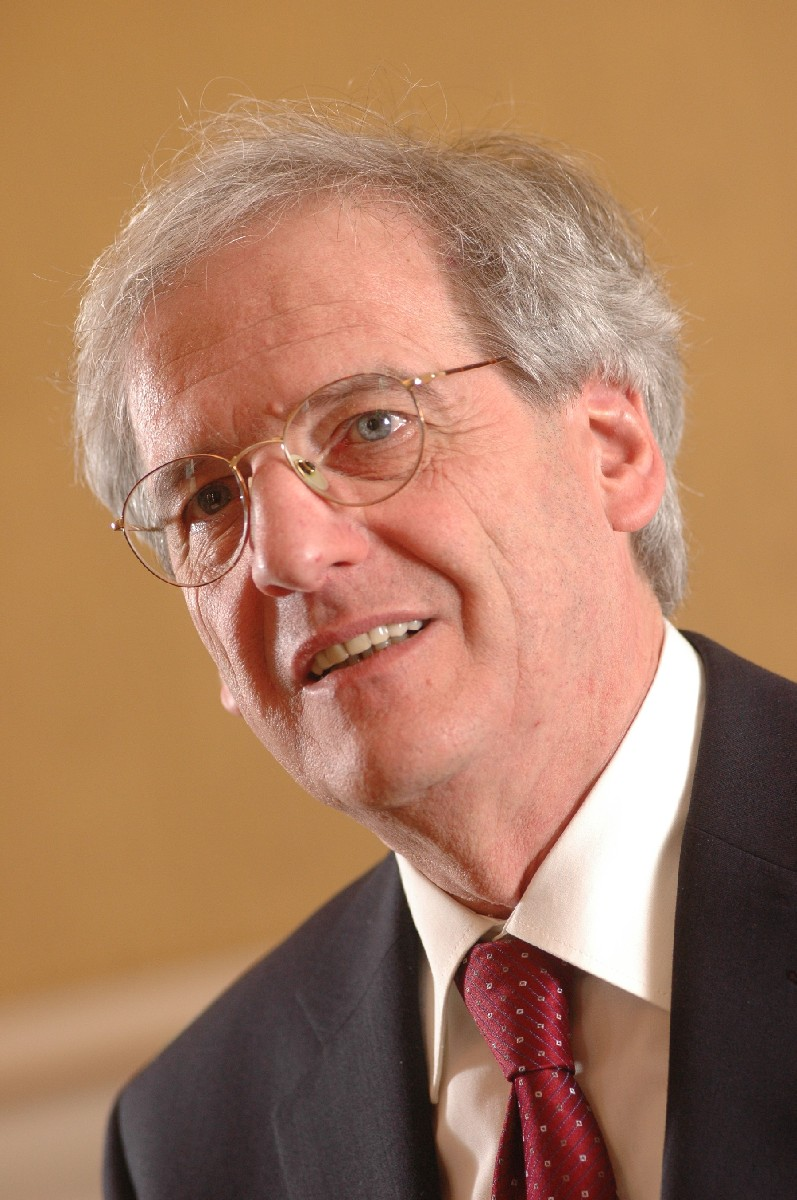
쇼욤 라슬로

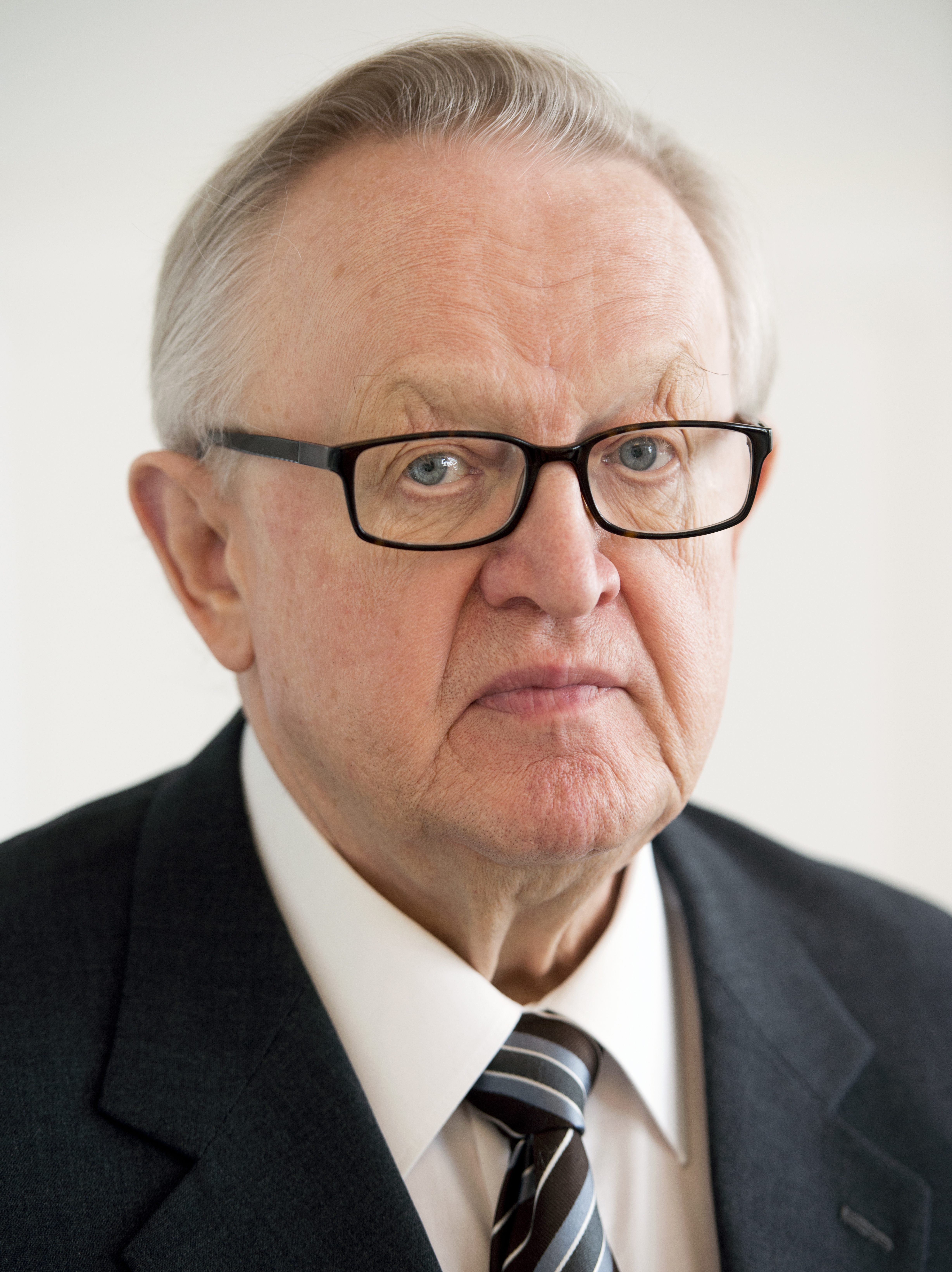
마르티 아티사리

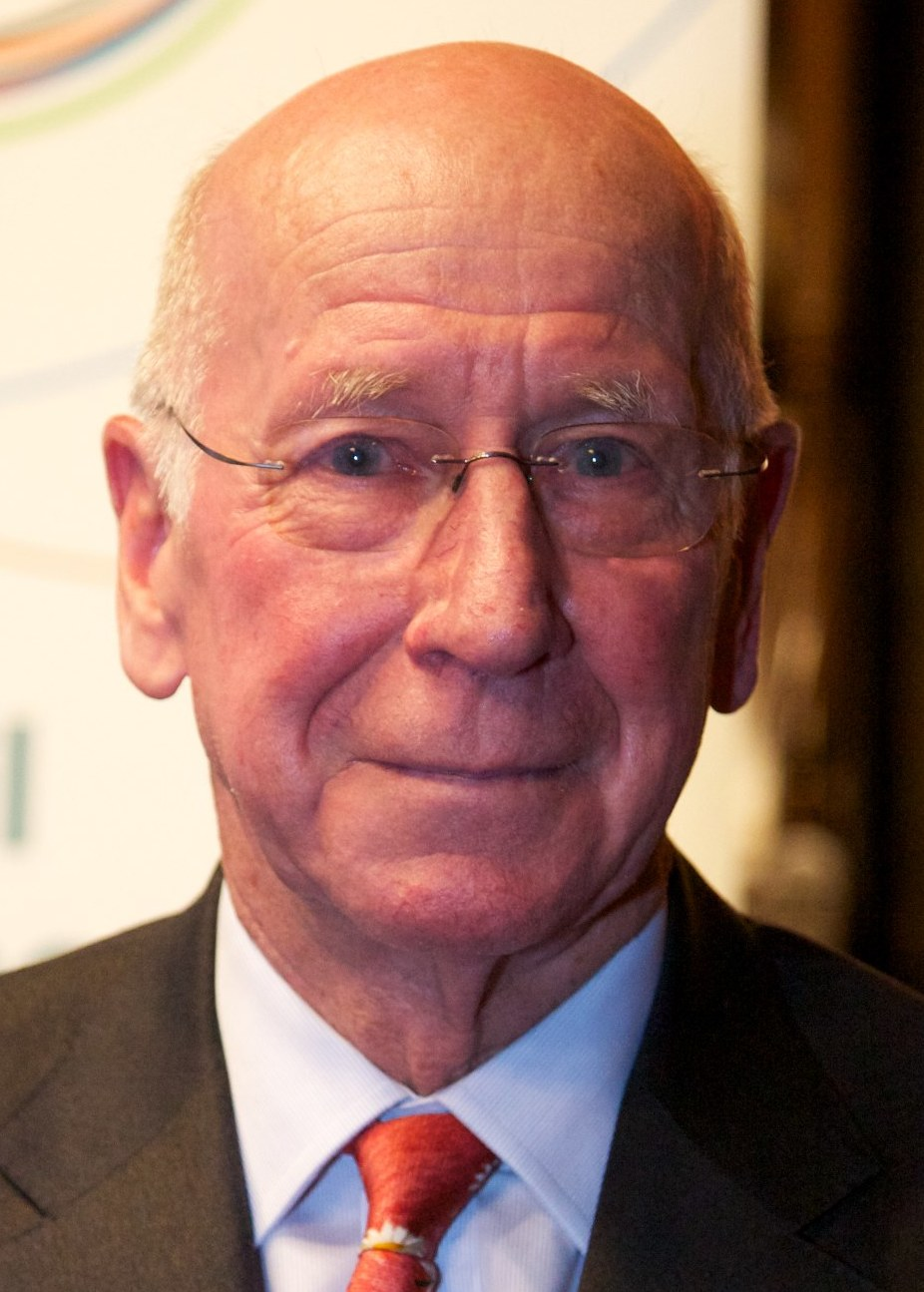
보비 찰턴

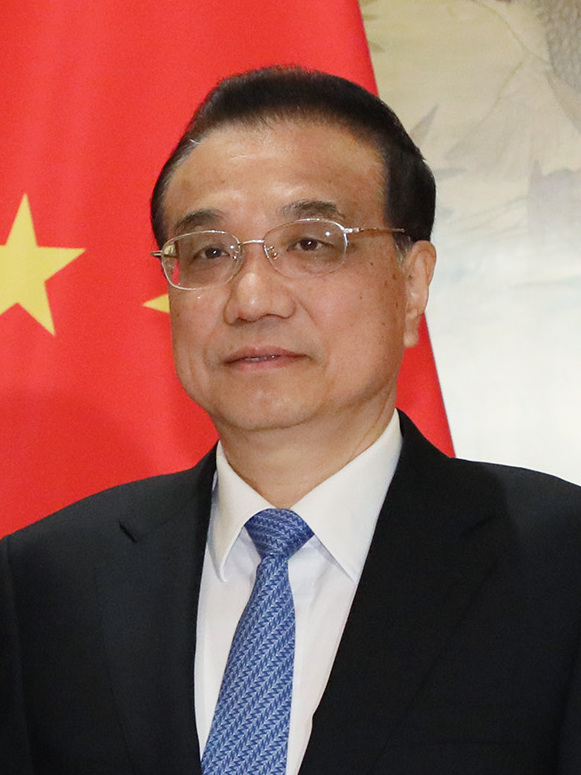
리커창

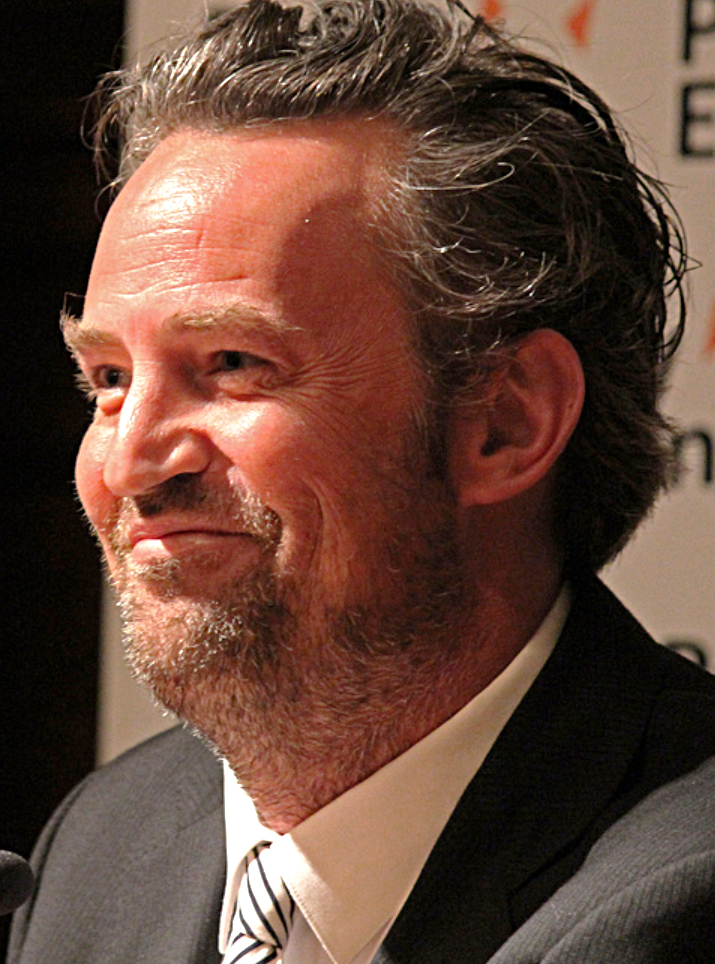
매슈 페리

  - 슬로바키아의 소프라노 파트리치아 야네치코바
- 10월 2일 - 대한민국의 정치인 서호석
- 10월 3일
  - 대한민국의 기업인 강신호
  - 대한민국의 기업인 김만수
- 10월 5일 - 미국의 영화배우 딕 버트커스
- 10월 6일 - 이란의 영화배우 아틸라 페시아니
- 10월 7일
  - 대한민국의 정치인 노인환
  - 대한민국의 축구감독 박종환
- 10월 8일
  - 헝가리의 제3대 대통령 쇼욤 라슬로
  - 일본의 가수 타니무라 신지
  - 미국의 영화배우 버트 영
- 10월 9일 - 미국의 사업가 척 피니
- 10월 10일
  - 대한민국의 시인 김남조
  - 일본의 야구선수 나카 도시오
  - 미국의 영화배우 마크 고다드
  - 대한민국의 기업인 이내흔
- 10월 11일 - 미국의 영화배우 필리스 코츠
- 10월 12일
  - 콜롬비아의 연쇄살인범 루이스 가라비토
  - 대한민국의 기자 김용호
  - 미국의 영화배우 라라 파커
  - 대한민국의 정치인 장영철
  - 대한민국의 만화가 정운경
- 10월 13일
  - 미국의 시인 루이즈 글릭
  - 대한민국의 공무원 허준영
- 10월 14일
  - 미국의 영화배우 파이퍼 로리
  - 대한민국의 미술가 박서보
- 10월 15일
  - 미국의 영화배우 수잔 소머스
  - 미국의 영화배우 조안나 멀린
- 10월 16일
  - 대한민국의 경제학자 백영훈
  - 대한민국의 시인 성기조
  - 핀란드의 제10대 대통령 마르티 아티사리
- 10월 20일 - 대한민국의 정치인 장종하
- 10월 21일
  - 대한민국의 정치인 강현중
  - 대한민국의 정치인 김영도
  - 미국의 역사가 내털리 지먼 데이비스
  - 영국의 축구선수 보비 찰턴
- 10월 23일 - 영국의 프로듀서 빌 켄라이트
- 10월 24일 - 미국의 영화배우 리처드 라운트리
- 10월 25일 - 대한민국의 기업인 최원석
- 10월 26일 - 미국의 영화배우 리처드 몰
- 10월 27일
  - 대한민국의 정치인 권희필
  - 중화인민공화국의 정치인 리커창
- 10월 28일 - 미국의 영화배우 매슈 페리
- 10월 29일
  - 일본의 베이시스트 HEATH
  - 대한민국의 정치인 고규창
  - 일본의 역사가 나카쓰카 아키라
- 10월 30일 - 대한민국의 방송인 김태민
- 10월 31일
  - 독일의 영화배우 엘마어 베퍼
  - 일본의 정치인 야마모토 고이치
  - 대한민국의 정치인 오광협